# آرریگو چروتتو
آرریگو چِروِتتو (به ایتالیایی: Arrigo Cervetto) ‏ (۱۹۹۵–۱۹۲۷) مارکسیست ایتالیایی که لوتتا کمونیستا (مبارزهٔ کمونیستی)، جریان کمونیست چپ انترناسیونالیست، را در سال ۱۹۶۵ پدید آورد.

## زندگی
آرریگو چِروِتتو  در ۱۶ آوریل ۱۹۲۷ در بوئنوس‌آیرس آرژانتین از پدر و مادری از مهاجران ایتالیایی، آمادئو چروتتو  و برنادرینا پاسکوئینا  که هر دو اصالتاً اهل استان لیگوریای ایتالیا بودند، به دنیا آمد. در اوان نوجوانی به زادگاهش در لیگوریا بازگشت و در مجتمع صنعتی فولاد ایلوا واقع در ساوونا به عنوان کارآموز به کار مشغول شد. تجربهٔ کار در مجتمعی صنعتی به عنوان کارگر عاملی تعیین‌کننده در شکل‌گیری آگاهی طبقاتی وی داشت، موضوعی که وی بعدها تحقیقات مفصلی در مورد آن انجام خواهد داد. در ۲۵ ژوئیهٔ ۱۹۴۳ در اولین تظاهرات پس از سقوط موسولینی شرکت کرد و در ۸ سپتامبر به عنوان پارتیزانی از بریگاد فوریو سگوئرسوی ساوونا در لانگهٔ پیه‌مونته در طول جنگ آزادیبخش ایتالیا علیه فاشیست‌ها و نازی‌ها جنگید و در ژوئیهٔ ۱۹۴۴ نشان صلیب شایستگی را دریافت کرد.

## فعالیت در گروه‌های آنارشیستی اقدام پرولتاریا
چروتو به همراه پیرو پاریزوتتو و آنتونیو بولیانی پس از یک سال عضویت، از ۲۵ آوریل ۱۹۴۵ تا بهار ۱۹۴۶، از حزب کمونیست ایتالیا خارج شد و سیاست‌های پالمیرو تولیاتتی را رد کرد. تولیاتتی برخلاف سنت بخش بزرگی از چپ ایتالیا (آنارشیست‌ها، کمونیست‌های چپ، سوسیالیست‌های حداکثرگرا ) در آوریل ۱۹۴۴ در ابتکاری موسوم به چرخش سالرنو، به پیروی از برنامهٔ اتحاد شوروی تحت رهبری استالین، اتحاد با نیروهای بورژوازی، یعنی نیروهای طرفدار نهاد سلطنت را پیشنهاد کرد. در نتیجه چروتتو به این نتیجه رسید دیگر امکان فعالیت در حزب کمونیست وجود ندارد و از آن خارج شد.
در ساوونا، که جنبش آنارشیستی ریشه‌داری دارد، با اومبرتو مارزوککی، از معتبرترین شخصیت‌های آنارشیست، آشنا شده و با وی به مطالعهٔ آثار کمونیسم لیبرتارین می‌پردازد. در سال ۱۹۴۸ همچنین با پییر کارلو مازینی و لورنزو پارودی آشنا می‌شود که پارودی تا آخر عمر در مبارزه با چروتتو همراه باقی می‌ماند. در آن سال‌ها چروتتو، کارگری خودآموخته بوده و شروع به خواندن آثار کلاسیک مارکسیسم (مارکس، انگلس و لنین) می‌کند و به مواضع مارکسیستی نزدیک‌تر می‌شد.  
در مارس ۱۹۵۰، در کنفرانسی که توسط فدراسیون آنارشیستی لیگوریا در جنووا-پونته‌دچیمو سازماندهی شد، شرکت کرد و از مواضع گروه «جنبشی جهت‌دار و هماهنگ» برای مبارزه با «هیچ‌گرایی» آنارشیستی و عرضهٔ چشم‌انداز مبارزهٔ سیاسی انضمامی به فدراسیون آنارشیست ایتالیا حمایت کرد. چروتتو از مه ۱۹۵۰ تا مه ۱۹۵۱ با روزنامهٔ میلانی لیبرتاریو  همکاری کرد و طی این مدت ۲۱ مقاله در موضوعات جنگ سرد و استعمارزدایی نوشت. همچنین طی سال‌های ۱۹۵۰ تا ۱۹۵۷ در روزنامهٔ ایمپولسو (نبض) ارگان گروه‌های آنارشیستی اقدام پرولتاریا به تعمیق مفهوم امپریالیسم پرداخت و با دفاع از نظریهٔ سرمایه‌داری دولتی ماهیت سرمایه‌داری اتحاد جماهیر شوروی را بررسی کرد.
چروتتو با مطالعهٔ اثر لنین با عنوان امپریالیسم، عالی‌ترین مرحلهٔ سرمایه‌داری نظریهٔ امپریالیسم واحد را بسط داد که با بینش رایج جهان دوقطبی و تقسیم بازار جهانی به دو اردوگاه سوسیالیستی، یعنی کشورهای مرتبط با اتحاد جماهیر شوروی، و سرمایه‌داری، یعنی آمریکا و کشورهای غربی، مخالف است. چروتتو، در این نظریه، با شروع از تزهای آمادئو بوردیگا در مورد ماهیت اجتماعی اتحاد جماهیر شوروی به عنوان شکلی از سرمایه‌داری دولتی، استدلال می‌کند که تمام قدرت‌های مطرح امپریالیستی هستند و توسعهٔ نابرابر رشد اقتصادی منجر به مبارزهٔ مداوم برای تصاحب بازارهای جدید برای صادرات سرمایه و کالا می‌شود. بنابراین هیچ تفاوتی ماهوی بین این دو «بلوک» وجود ندارد.
همچنین در جنووا-پونته‌دچیمو، از ۲۴ تا ۲۵ فوریه ۱۹۵۱، وی که از بنیانگذاران «گروه‌های آنارشیستی اقدام پرولتاریا» (گااپ) بود، تز «انحلال دولت به عنوان دستگاهی طبقاتی»  را ارائه کرد. او در تز خود استدلال می‌کند که «انقلاب اجتماعی، که جامعه‌ای بدون طبقه را برپا می‌کند، با انحلال همزمان بورژوازی به عنوان یک طبقه و انحلال دولت به‌عنوان یک دستگاه طبقاتی انجام می‌شود [...] این وظیفهٔ سازمان‌های توده‌ای پرولتری (شورای کارخانه‌ها، مزارع جمعی، کمیته‌های مردمی) است که امکانات نظام سرمایه‌داری را مصادره کنند و مدیریت مستقیم و جمعی را بر عهده گیرند.»
در گااپ، یک سنت سوسیالیستی لیبرتارین، با نمایندگی پیر کارلو مازینی، و یک جریان مارکسیستی و لنینیستی، با نمایندگی چروتتو، همزیستی داشتند. واگرایی مواضع مختلف بعداً منجر به گسست قطعی از مازینی (۱۹۵۸) شد.
در گزارش‌های کنفرانس‌های سالانهٔ بعدی گااپ، چروتتو موضوع عمیق‌تر کردن تجزیه و تحلیل تضادهای امپریالیستی را مطرح می‌کند تا مبارزان به سمت توجه به مسائل سیاست بین‌الملل و بحران‌های متعاقب آن، که هنوز «پیرامونی» هستند، سوق داده شوند. (جنبش‌های کارگران برلین شرقی، مخالفت طبقهٔ کارگر فرانسه با جنگ هند-و-چین و غیره).
چروتتو در دسامبر ۱۹۵۰ در جریان بازسازی از ایلوا اخراج شد و در مه ۱۹۵۱ به آرژانتین بازگشت و به مدت یک سال، تا مه ۱۹۵۲ در آنجا ماند. بازگشت به ساوونا او را بلافاصله درگیر مبارزه سیاسی-تئوریک و تلاش سازمانی برای تشکیل هسته‌ای از کادرهای انقلابی می‌کند. چروتتو که بدون حقوق باقی مانده بود، پیشنهاد انتشارات فلترینللی  برای تحقیق در مورد جنبش کارگری ساوونا را می‌پذیرد. در آن سال‌ها، او تحقیقات تاریخی خود را در مورد ریشه‌های آگاهی طبقاتی در پرولتاریا، که خود وی اولین گام‌های کسب آگاهی سیاسی‌اش را در آن برداشته بود، عمیق‌تر می‌کند: بین سال‌های ۱۹۵۴ و ۱۹۵۸ سه مطالعه در مورد «مبارزات کارگران ذوب آهن ساوونا در سال‌های ۱۸۶۱ تا ۱۹۱۳»، در مورد «بحران جنبش کارگری ساوونا و فعالیت جاچینتو منوتتی سراتی در سال ۱۹۱۲»، و همچنین مطالعه‌ای در مورد «سال‌های سرخ پس از جنگ و ظهور فاشیسم در ساوونا»  انجام می‌دهد و بر روی یک مطالعه در مورد مقاومت در ساوونا کار می‌کند. بعداً برای تأمین مخارج خود، کار به عنوان نماینده انتشارات جولیو آیناودی ادیتوره  را می‌پذیرد.
پس از مرگ استالین در سال ۱۹۵۳ و با شروع بحران استالینیسم در شوروی، این بحران در حزب کمونیست ایتالیا در برخوردهای بین پالمیرو تالیاتتی و پیترو سکییا  منعکس می‌شود. جولیو سنیگا، دستیار سابق سکیا، در سال ۱۹۵۴ جنبش آتزیونه کمونیستا  (اقدام کمونیستی) را به عنوان سخنگوی جناح مخالف درون حزب کمونیست ایتالیا تأسیس کرد.
در سال ۱۹۵۶، به دنبال وقایع مجارستان و «گزارش خروشچف»، بحران استالینیسم به شدت شتاب گرفت و در ژوئن همان سال روزنامهٔ «اقدام کمونیستی» منتشر شد. در دسامبر، اقدام کمونیستی همراه با جریان‌های مختلف تاریخی ضد استالینیستی، گااپ، حزب کمونیست انترناسیونالیست اونوراتو دامن، تروتسکیست‌های گروه‌های کمونیست انقلابی لیویو مایتان، با گردهمایی در سینمای دانته در میلان «جنبش کمونیست چپ» را تشکیل می‌دهند.
چرونتو، به دنبال تصمیم کمیتهٔ ملّی گااپ، گرچه خودش مخالف بود، برای کار در روزنامه به میلان فرستاده شد. او تا اوت ۱۹۵۶ در این روزنامه کار کرد و تلاش‌های وی برای مقابله با حداکثرگرایی و افراط‌گرایی، و بیش از همه تحلیل و تعریف نظام اقتصادی اتحاد جماهیر شوروی به عنوان «سرمایه‌داری دولتی» که به عنوان یک امپریالیسم در بازار جهانی وارد شده است باعث حادترین واگرایی‌ها شد. در میان حامیان اقدام کمونیستی، علاوه بر سنیگا گروهی دیگر از اعضای سابق حزب کمونیست ایتالیا نیز بودند که هنوز از «اسطورهٔ» استالینیستی اتحاد جماهیر شوروی حمایت می‌کردند، مانند رایموندی، نوئه  و ویناتزا، پیر کارلو مازینی که به‌طور فزاینده‌ای بر حزب سوسیالیست ایتالیا تمرکز کرده بود. یکی از بنیانگذاران حزب کمونیست ایتالیا در لیوورنو  یعنی برونو فورتیکییاری  نیز با روزنامه همکاری می‌کرد.

## اقدام کمونیستی
در سال ۱۹۵۷ گااپ در اقدام کمونیستی منحل و اولین کنفرانس ملی جنبش کمونیست چپ در لیوورنو از ۳ تا ۴ نوامبر ۱۹۵۷ برگزار شد. چروتتو و پارودی که اکنون مواضع آشکارا لنینیستی دارند، چشم‌انداز استراتژیک خود را به شیوه‌ای ارگانیک ارائه کردند. در «تزهایی در مورد توسعهٔ امپریالیستی، مدت زمان مرحلهٔ ضد انقلابی و توسعهٔ حزب طبقه»  معروف به «تزهای ۵۷»  آن‌ها چرخهٔ جهانی سرمایه‌داری را تحلیل می‌کنند و به صراحت امکان وقوع بحران جهانی در کوتاه‌مدت را منتفی دانسته و تشکیل حزب طبقه با شروع از «یک کار نظری عمیق و پرشور»  را در اولویت قرار می‌دهند. اما اختلاف نظرها باعث اخراج مازینی و سنیگا در سال ۱۹۵۹ شد که بعدها بعد از «گشایش»  حزب به سوی آن‌ها توسط پییترو ننی  به حزب سوسیالیست ایتالیا  پیوستند.
در سال ۱۹۵۹ نقش چروتتو و پارودی در هیئت تحریریه‌های اقدام کمونیستی پررنگ‌تر می‌شود. اما ضربهٔ اخراج مازینی و سنیگا به قدرت سازمانی بسیار سنگین است: از دست دادن مبارزان، تضعیف روحیه، جدایی‌ها. بنابراین امکان عمل سیاسی فعال محدود شد، و در نتیجه سال‌های ۱۹۶۰ و ۱۹۶۱ برای چروتتو و پارودی بیش از همه سال‌های مطالعه و تحلیل نظری در مورد چین به عنوان «سرمایه‌داری دولتی نوپا»، در مورد مسئلهٔ استعمار و در مورد اروپا به عنوان یک بلوک اقتصادی جدید بود.
در سال ۱۹۶۳، اختلاف نظرها در مورد چین و جنبش مائوئیستی باعث گسست رایموندی و دیگر هواداران سابق حزب کمونیست ایتالیا شد که آشکارا مخالف تزهای چروتتو در مورد چین مائوئیستی بودند که چین مائوئیست و سیاست اقتصادی آن را نتیجهٔ انقلابی بورژوا-دموکراتیک و سرمایه‌داری دولتی تلقی می‌کردند.
در سال ۱۹۶۳ چروتتو و فورتیکییاری تصمیم گرفتند که تحریریه و چاپ روزنامه را به جنووا منتقل کنند و از آوریل ۱۹۶۴ مجموعه‌ای از مقالات چروتتو منتشر شد که هدف آن «روشن کردن خطوط اساسی برداشت لنینیستی از حزب»  بود که لنین ایدهٔ اولیهٔ کارل مارکس «دربارهٔ روند طبیعی-تاریخی توسعهٔ شکل‌بندی‌های اجتماعی-اقتصادی»  را پی گرفته بود. این مطالعه‌ای است که دو سال بعد در کتابی با عنوان «مبارزهٔ طبقاتی و حزب انقلابی»  گردآوری می‌شود و در مورد مفهوم لنینیستی عمل سیاسی به عنوان پایهٔ راه‌حل علمی «مشکلاتی است که با گرایش عینیت‌گرای آمادئو بوردیگا و سوبژکتیویست لئون تروتسکی حل نشده رها شده‌اند.»
چروتتو راه‌حل را در پیوند ارگانیک بین «سرمایهٔ» کارل مارکس و «چه باید کرد؟» لنین پیدا کرد؛ وی از اینجا به موضوعات ائتلاف کارگران و قانون اقتصادی که آن را تعیّن می‌بخشد و البته موضوع آگاهی سیاسی طبقه که از بیرون از روابط بین کارگران و کارفرمایان اعمال می‌شود  می‌پردازد؛ فصل آخر بر نقش حزب انقلابی در تعریف استراتژی، به عنوان «نتیجه تحلیل علمی مرحله‌ای معین از مبارزه طبقاتی»  تمرکز می‌کند.

## تأسیس لوتتا کمونیستا
چروتتو پس از تجربهٔ همزیستی مواضع ناسازگار در اقدام کمونیستی، یک سازمان جدید و کاملاً همگن تشکیل داد. در دسامبر ۱۹۶۵ اولین شمارهٔ لوتتا کمونیستا  (مبارزهٔ کمونیستی) منتشر شد و کار گستردهٔ تأسیس سازمانی آغاز شد. تحکیم و توسعهٔ حزب به چروتتو اجازه داد تا حرفه‌ای طولانی در تحلیل سیاسی-اقتصادی آغاز کند.
از سال ۱۹۴۸ تا ۱۹۹۵ آریگو چروتتو ۷۹۴ مقاله نوشت. تا سال ۱۹۶۳، ۲۴۱ مقاله و از ۱۹۶۴ به بعد، ۵۵۳ منتشر شدند. آنها بیشتر در اومانیتا نووا، وولونتا، آمیکو دل پوپولو، لیبرتاریو، ایمپولسو، پرومتئو، آتزیونه کمونیستا و از دسامبر ۱۹۶۵ در لوتتا کمونیستا منتشر شدند. همچنین می‌توان به آجیتاتزیونه  (آژیتاسیون، تحریک)، بولتن داخلی کمونیست چپ، اورینتامنتی  (مواضع) و مجلات تاریخی موویمنتو اوپرایو  (جنبش کارگران)، ریویستا ایستوریکا دل سوچالیسمو  (مجلهٔ تاریخی سوسیالیسم) و موویمنتو اوپرایو اِ سوچالیستا این لیگوریا  (جنبش کارگری و سوسیالیستی در لیگوریا) اشاره کرد. موضوعات مربوط به بخش بزرگی، یعنی ۳۴۰ مقاله، تحلیل روند توسعهٔ نابرابر اقتصادی و سیاسی امپریالیسم و بازار جهانی است. بقیه به موضوعات نظری، ۲۰۲ مقاله، چرخهٔ ایتالیایی  در جنبه‌های اقتصادی و سیاسی آن، مبارزه برای تأسیس حزب لنینیست، تحقیقات تاریخی، و دیگر نوشته‌های جزئی مربوط می‌شوند. تثبیت و توسعهٔ این کار به چروتتو اجازه می‌دهد تا روند طولانی سازماندهی مجدد تولید نظری پنجاه سالهٔ خود را آغاز کند تا موضوعات اصلی تحلیل خود را به شکلی ارگانیک منتشر کند.